# Cultes des Goules
«Культы гулей» или «Культы упырей», «Культы трупоедов» (фр. Cultes des Goules, англ. Cults of Ghouls) — вымышленная книга в произведениях Роберта Блоха и последователей «Мифов Ктулху». Книгу упоминал Говард Филлипс Лавкрафт и Август Дерлет. Часто её ошибочно приписывают Августу Дерлету, потому что вымышленный автор — «граф д'Эрлетт» отсылает к нему лично. Это книга-гримуар или фолиант о черной магии и гулях, написанная Франсуа-Оноре Бальфуром (графом д'Эрлеттом), что впервые был опубликован во Франции в 1702 году. Позже книга преследовалась церковью, из-за чего существует всего несколько уцелевших экземпляров. Одна из известных копий хранилась 91 год в тайной библиотеке Церкви Звездной Мудрости в Провиденс, Род-Айленд. После загадочной смерти персонажа Роберта Блейка в 1935 году доктор Декстер удалил кину и добавил его в свою библиотеку. Входит в перечень пяти основных книг в «Мифах Ктулху».
«Культы гулей» появляются в произведениях Кэтлин Р. Кирнан и играют особую роль в романе «Низкая красная луна» (2003). Книга часто упоминается рассказе «Долговязый человек» (1956), что вошел в сборник «Чарльз Форт, с любовью» (2005). 
«Культы гулей» упоминается как часть коллекции, которая была обнаружена в титульном замке в романе «Крепость» (1981), но не фигурирует в экранизации 1983 года, основанной на книге.

## Роберт Блох
Роберт Блох впервые описал «Культы гулей» как книгу о черной магии, мертвецах и гулях, посвятив её главным образом парижскому культу гулей. Книга содержит знания, которые несут разрушительные последствия для психического здоровья читателя как и «Некрономикон». Автором был Антуан-Мари Огюстен де Монморанси-ле-Рош, граф д'Эрлетт (фр. Antoine-Marie Augustin de Montmorency-les-Roches, Comte d'Erlette), французский дворянин с оккультными наклонностями, который оказался замешан в Деле Отравителей, где высокопоставленные дворяне обвинялись в убийствах и чёрной магии. Эта группа распространяла экземпляры книги в рукописях, но так и не опубликовала её. Живший позднее граф того же рода, Франсуа Оноре Бальфур (фр. Francois Honore Balfour) нашёл эту книгу, дополнил и опубликовал за свой счёт в 1703 году. Позже, в 1737-м в Руане (фр. Rouen) было опубликовано сокращённое издание.

В рассказе «Смех гуля» (1934) Блоха приводится следующая цитата, описывающая Гуля:
Тогда оно и случилось. Из темноты явился кошмар — совершенный, пронизывающий кошмар... чудовищная волосатая фигура — огромная гротескная обезьяна, отвратительная пародия на все человеческое. Это было черное безумие — со скалящимся слюнявым ртом, с мелкими красными глазами древней и ужасной мудрости, ухмыляющейся мордой и желтыми клыками кривляющейся смерти. Оно напоминало гниющий живой череп, посаженный на тело черной обезьяны. Оно было страшное и злобное, первобытное и смышленое.
Блох упоминает книгу в произведениях: «Смех гуля», «Самоубийство в кабинете», «Кладбищенский ужас», «Звездный бродяга», «Демон Тьмы», «Секрет Себек».

## Лавкрафт
Лавкрафт часто цитировал «Культы гулей» в своих произведениях и добавлял какой-либо факт о ней, но ни разу не приводил цитат или конкретных подробностей об этом отталкивающем труде. В повести «За гранью времён» Профессор Пизли из Мискатоникского университета изучал «Культы гулей», когда его сознание подменял пришелец из Великой Расы Йит. В рассказе «Обитающий во Тьме» писатель Роберт Блейк обнаружил ее экземпляр в заброшенной церкви секты «Звездная мудрость» в Провиденс. Противник древних культов Лабан Шрусбери передавал её содержимое своим ученикам.
«Культы гулей» не столь старинны, как многие из других запрещенных трудов, однако, история создания книги также достигла современности лишь в виде обрывочных и неподтвержденных сведений. Лавкрафт упоминает, что трактат был написан во Франции графом д’Эрлетом в XVIII веке и приводит вымышленную хронологию событий, в которой говорится, что ответственность за скудность имеющихся знаний лежит на католической церкви, которая наложила запрет на распространение этого французского текста. Уцелевшие экземпляры подверглись жесткой цензуре и многие непристойные фрагменты были тщательно отредактированы. 
Лавкрафт упоминает «Культ пожирателей трупов Ленга» и некрофагов в рассказе «Пёс», но в поздних произведениях ссылается на «Культы гулей». Возможно, книга переняла эту роль на себя. Лавкрафт упоминает гулей, мертвецов, загробный мир в рассказах: «Изгой», «Герберт Уэст — реаниматор», «Пёс», «Затаившийся Страх», «Праздник», «Модель для Пикмана»; и повести «Сомнамбулический поиск неведомого Кадата». Исходя из их содержания, можно предположить, что в «Культы гулей» тоже описаны отвратительные ритуалы поклонения мертвецам, поедания человеческой плоти, описание лексикона или глоссария для языка гулей, однако, сам Лавкрафт не приводит никаких об этом упоминаний.
Лавкрафт упоминает книгу в произведениях: «Ужас в музее», «Тварь на пороге», «За Гранью времен», «Обитающий во Тьме».

## Август Дерлет
Август Дерлет впоследствии стал часто упоминать «Культы гулей» в своем творчестве. Несколько магов также сделали рукописные копии на итальянском или испанском языках. Известно, что существует четырнадцать экземпляров оригинального французского издания. Один из них можно найти в библиотеке Мискатоникского университета, другой хранился в Культе Звёздной Мудрости в Провиденс, Род-Айлэнд, а ещё один находился в личной библиотеке Титуса Кроу (хотя он, вероятно, был уничтожен). Считается, что некий Лазарь Гарви (лат. Lazarus Garvey) перевёл часть книги на английский язык, но он исчез в Гималаях до того, как работа была завершена.
Граф д'Эрлетт пишет о своей принадлежности к культу гулей и даёт ряд пророчеств относительно его будущего. Наряду с этим появляются описания языческих обрядов плодородия, посвящённых божествам земли. Также упоминаются Древние боги: Ньёгта, Шуб-Ниггурат (книга связывает её с ликантропией) и рассказы о йети, для которых не дается чёткого объяснения. Однако, по крайней мере, один авторитетный оккультист заявил, что эта книга скорее фантазия, чем факт.
«Культы гулей» — академический фолиант, более полезный исследователю, чем оккультисту: описываемый в нем культ гулей мало полезен; сектанты уже знают все о них и хранят эти секреты подальше от исследователей. В одной части описана история происхождения гулей, которых граф д'Эрлет сравнивал с падшими «огненными элементалями» («джиннами» или «ифритами»), изгнанными «Небесами» на Землю, где они мстят своим небесным преследователям, поедая плоть людей. Лавкрафт также сравнивал мертвецов и ифритов в рассказе «Герберт Уэст — реаниматор».
Дерлет упоминает книгу в произведениях: «Приключение шести серебряных пауков», «Затаившийся на пороге», «Единственный наследник», «Слуховое окно», «Пришелец из космоса», «Козодои в горах», «Ущелье за Салапунко», «Дом на Карвен-стрит», «Хранитель ключа», «Черный остров», «Возвращение Хастура», «Печать Р'льех».

## Вдохновение
Придуманные Робертом Блохом, «Культы гулей» впервые упоминаются в его рассказе «Самоубийство в кабинете» (Suicide in the Study, 1935). На его же страницах возник граф д’Эрлет — несомненно, названный в честь Августа Дерлета, чьи предки до переезда в США жили во Франции и действительно носили такую фамилию.
Август Дерлет позже утверждал в письмах, что сам придумал вымышленный текст «Культы гулей», но это отрицали и Лавкрафт, и сам Блох. В 1969 году Август Дерлет опубликовал сборник «Tales of the Cthulhu Mythos», в котором уверенно заявляет, что является создателем «Cultes des Goules». Возможно, он имел ввиду свои собственные тексты. 
Велись серьёзные споры о том, кто изобрёл книгу, причём Лавкрафт, Блох и Дерлет упоминались в качестве потенциальных авторов. Поскольку книга появилась в рассказах Блоха за год до того, как о ней упомянул Лавкрафт, и за девять лет до Дерлета, то чаще всего указывают Блоха как первоначального автора. Однако, позже Блох прекратил упоминать эту книгу.
В своей переписке Лавкрафт указывает Роберта Блоха как создателя этой литературной ссылки. 

## Произведения других авторов
Граф Д'Эрлет или «Культы Гулей» упоминаются в произведениях разных авторов:
- «Тьма - мое Имя», Эдди Чарли Бертин
- «Царство теней», Джон Кроу
- «Спутник Хранителя», Кейт Гербер
- «Книги мифов Ктулху», Гербер и Росс
- «Отродье Азатота», Кейт Гербер
- «Призывающий Тьму», Брайан Ламли
- «Они выходят только ночью», Медоф
- «Экслибрис Мискатоничи», Джон Стенли

## Влияние на культуру

### Настольные игры
В настольной ролевой игре «Call of Cthulhu» (Зов Ктулху), разработчика Сэнди Петерсона (издательство Chaosium, 1981 год).
В настольной ролевой игре «Arkham Horror» (Ужас Аркхэма), издательства Chaosium (1987).

### Видеоигры
В игре 1992 года «Alone in the Dark» в библиотеке поместья в числе прочих книг мифов Ктулху, можно увидеть и «Cultes des Goules».
В игре 2005 года «Call of Cthulhu: Dark Corners of the Earth» — её можно видеть в одном из начальных роликов, в кабинете частного детектива Джека Уолтерса.

### Современная музыка
Существуют две black metal группы, названные по этой книге - Cultes des Goules из Германии и Cultes des Ghoules из Польши.

## Сайты
Сайт Самлиб http://samlib.ru/editors/c/cherepanow_a_j/thecthulhumythosencyclopedia-06.shtml
«Cultes des Goules» (2012) на сайте http://www.yozone.fr/spip.php?article15182